# خلالة أمازيغية

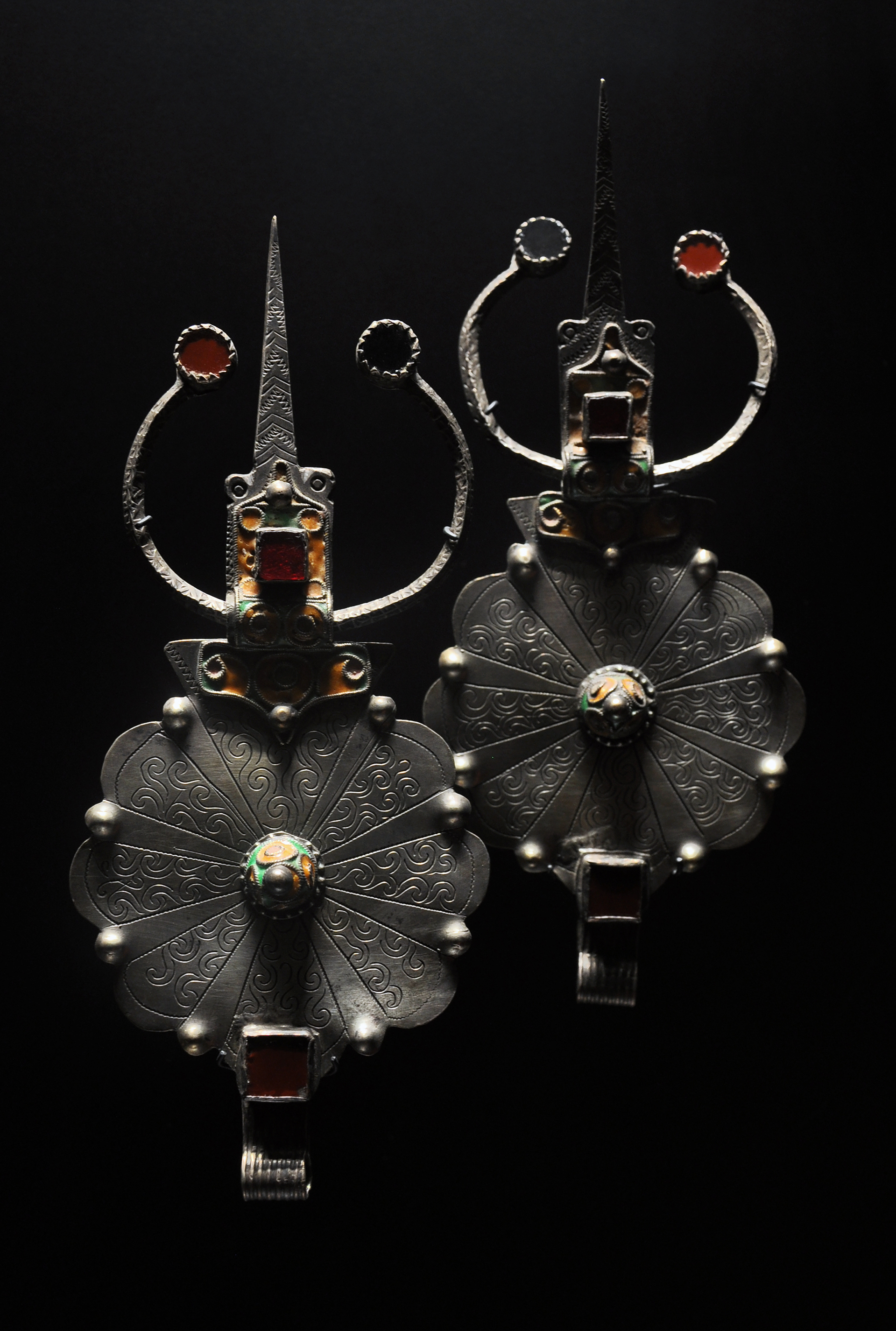
خلالتان أمازيغيتان مصنوعتان من الفضة، من متحف برانلي في باريس

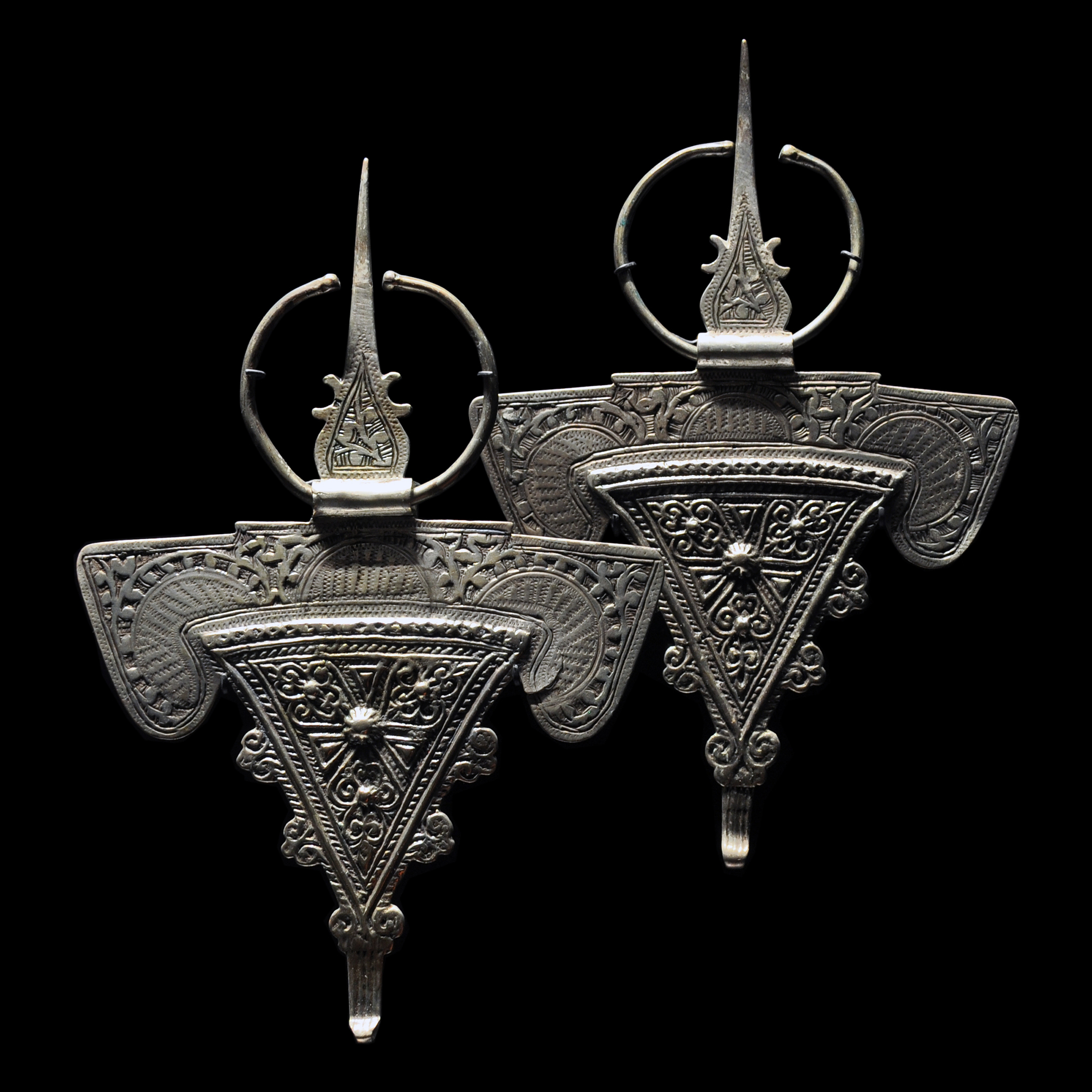
خلالتان أمازيغيتان مصنوعتان من الفضة، من متحف برانلي في باريس

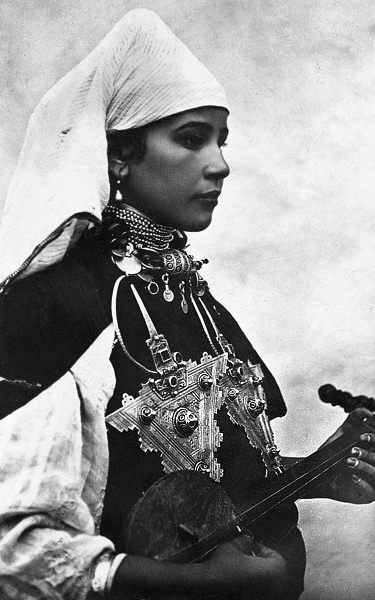
عازفة موسيقى أمازيغية في بداية القرن العشرين في جنوب المغرب تحمل خلالتين مغربيتين

الخلالة الأمازيغية المغربية أو الدبوس الأمازيغي  بالأمازيغية: طزرزيت وهي معروفة بعدة أسماء أخرى مثل تسغنست أو تزرزيت،  هي قطعة من الحلي رمزية في تراث الأمازيغ. تنتشر واسعا وتستعملها عدة قبائل شمال غرب القارة الإفريقية. شكلها يختلف بين قبيلة وأخرى، ولكنها تتكون في الأساس من مثلث تحت حلقة أو نصف دائرة.

## تسمية
في اللغة الريفية وعند أغلبية الناطقين باللغات الأمازيغية، الخلالة تسمى باسم تِسْغنْست (ج. تِسْغناس) وهي كلمة تعني «دبوس» وهي مشتقة من جذر «غ ن س» المتعلق بمفهوم «الدبوس» أو «المقبض» في شتى اللغات الأمازيغية.
في لغة تشلحيت عند قبائل السوس الخلالة تسمى باسم تَرَزويت أو تَزَرزويت أو تَزَرزيت. واسم تَزَرزيت هو مؤنث نحويا، ككل الأسماء التي تبدأ بصوت «تَ» في هذه اللغة. وهذه التسمية يبدو أنها تشتق من الكلمة الأمازيغية «أزار» وهي تعني الشَّعر فكثيرا ما تقبض الخلالة على ضفائر الشعر.
وفي منطقة القبائل في شمال الجزائر، الخلالة هي معروفة باسم «أفزيم» (تافزيمت) أو «أبزيم» (تابزيمت) والأصل ليس كلمة أمازيغية بل كلمة عربية وهي «إبزيم».
باللغة "الدارجة" المغربية، هي معروفة باسم «بزيمة» أو «خَلالة» أو «كتفية»، وفي بعض الأقاليم، الاسم ينطق «خُلالة».
و يطلق عليها بالدارجة التونسية اسم «خلال».

## وظائف
الخلالة الكبيرة كثيرا ما تستعمل في التزيين، ولكن الخلالة متوسطة الحجم توجد كذلك وكثيرا ما تستعمل هذه دبوسا والخلالة الصغيرة كثيرا ما تستعمل في الشعر أو على جبهة الرأس. وفي هذه الأيام الخلالة عادة تُحمل مع تمثل رمزا للعفة والفخر.